# Metal amorfo

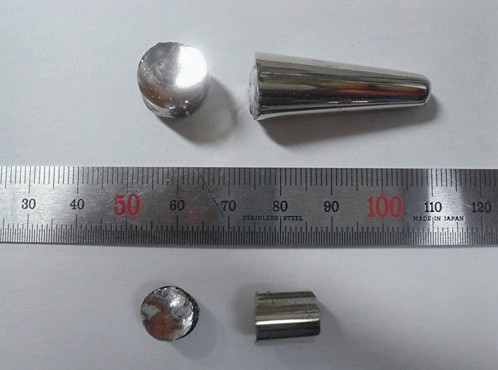
Amostras de metal amorfo, com escala em milimetros

Um metal amorfo é um material sem organização em escala atômica. Em contraste com a maioria dos metais que tem estrutura cristalina, e, portanto tendo seus átomos arranjados. Ligas metálicas amorfas não são cristalinas.
Materiais que são produzidos pelo rápido resfriamento de sua fase liquida, são chamados de vidros, portanto metais sem estrutura cristalina são chamados "vidros metálicos". No passado, pequenos lotes de metais amorfos eram produzidos por técnicas de resfriamento rápido, por exemplo, fios de metais amorfos eram produzidos derramando metal liquido em discos girando em alta velocidade. O rápido resfriamento, na faixa de milhões de graus por segundo, impede a formação de uma estrutura cristalina no metal, deixando o metal em um estado amorfo.

## História
O primeiro metal amorfo a se ter notícia era uma liga de ouro e silício (Au75Si25) produzida pelos cientistas W. Klement (Jr.), Willens e Duwez em 1960. Essa e outras ligas amorfas da época tiveram que ser resfriadas muito rapidamente (na ordem de um megakelvin por segundo, 106 K/s) para não haver cristalização do material. Uma consequência disso foi que ligas metálicas produzidas dessa maneira sofriam restrições quanto à forma, (somente na forma de folhas, fios e bastões muitos finos) dessa forma o calor podia ser extraído de forma muito rápida, a fim de que a taxa de resfriamento pudesse ser alcançada. Como resultado disso metais amorfos (com poucas exceções) só podiam ser produzidos com espessuras menores que 100 micrômetros. Foi encontrada 1969 uma liga de 77,5% paládio, 6%cobre e 16,5% de silício com taxa de resfriamento crítico entre 100 e 1000 kelvins por segundo. Em 1976, H. Liebermann e C. Graham desenvolveram um novo método para fabricação de finas fitas de metais amorfos, em uma centrífuga refrigerada. Essa liga consistia de ferro, níquel, fósforo e boro. O material conhecido como metglas, foi comercializado na década de 80, e foi usado em núcleos de transformadores de baixa perda. Metglas-2605 é constituido de 80% ferro e 20% boro, tem uma temperatura de curie de 373°c, e saturação magnética à temperatura ambiente de 1,56 teslas.
Aproximadamente na década de 80 foram produzidos lingotes com 5 mm de diâmetro, de uma liga de 55% paládio, 22,5% chumbo, e 22,5% antimônio.
Pesquisas na Universidade de Tohoku e Caltech resultaram em ligas baseadas em magnésio, zircônio, paládio, ferro, cobre e titânio com taxas de resfriamento entre 1K/s e 100K/s, comparável com vidros feitos com óxidos diversos.
Na década de 90 foram descobertas ligas amorfas com taxa de refriamento tão baixas quanto 1K/s,condições atinjidas simplesmente usando moldes metálicos.essa ligas podem alcançar alguns centimetros de espessura, as melhores ligas amorfas são baseadas em paládio e zircônio, mas ligas de ferro, titânio,cobre e magnésio e outros metais também são conhecidas.Muitas ligas amorfas são feitas explorando o "efeito confusão".A liga é compostas por vários metais com estruturas cristalinas diferentes,(quatro ou mais)na cristalização, os átomos da liga não conseguem arranjar-se em uma estrutura cristalina estável, e permanecem amorfos,se as taxas de resfriamento forem suficientemente baixas.
Em 1992, a primeira liga amorfa comercial, Vitreloy 1 (41,2%Zr/13,8%Ti /12,5%Cu/ 10%Ni e 22,5 Be) foi desenvolvida no Instituto de Tecnologia da Califórnia, como material aeroespacial para a NASA e para uso do departamento de energia dos Estados Unidos.Outras variantes foram desenvolvidas.
Em 2004,dois grupos tiveram sucesso produzindo aço amorfo, um grupo do laboratório nacional de Oak Ridge e o outro da universidade de Virginia.Esse tipo de aço é não magnético á temperatura ambiente, e mais resistente do que o aço convencional, porém uma longa pesquisa ainda precisa ser feita para trazer tal material para uso civil ou militar.

## Propriedades
Metal amorfo é, na maioria das vezes, uma liga, e não um metal puro. As ligas contêm átomos de tamanhos significativamente diferentes, resultando em pouco volume livre (e por causa disso tais ligas apresentam viscosidade muito maior do que outros metais e ligas no estado liquido).A viscosidade impede que os átomos se movam para formar uma estrutura cristalina, mantendo o material amorfo.A estrutura do material resulta em pouco encolhimento durante resfriamento, isso limita a espessura máxima que estruturas de metais amorfos podem alcançar.Para estabelecer a formação de uma estrutura amorfa, mesmo com resfriamento lento, a liga deve ser feita de três ou mais componentes para que se forme uma estrutura cristalina complexa com grande energia potencial e baixa chance de  formação.O raio atômico dos constituintes tem de ser significativamente diferentes (acima de 12%),para que haja pouco volume livre e densidade máxima.
Ligas de Boro Fósforo e Silício, e outros “formadores de vidros” com ferro, cobalto e níquel, são magnéticas com baixa coercitividade e alta resistência elétrica. A alta resistência elétrica resulta em baixas perdas devido à correntes parasitas,quando sujeitas à campos magnéticos alternantes,por esse motivo são usadas em alguns núcleos de transformadores.
Ligas amorfas têm uma variedade de usos em potencial. Em particular elas tendem a ser mais resistentes do que ligas metálicas de arranjo cristalino de mesma composição química, e podem suportar mais deformação elástica do que ligas cristalinas. Metais amorfos têm sua força justamente por terem estrutura amorfa, que não tem nenhum dos defeitos de ligas cristalinas que limitam a força  dessas.Um metal amorfo moderno conhecido como Vitreloy, tem força tênsil quase duas vezes maior que titânio de alto nível.Porém metais amorfos não são dúcteis á temperatura ambiente, e tendem a quebrar subitamente quando muita força é aplicada, isso limita seu número de aplicações, visto que falhas iminentes na estrutura não podem ser percebidas.Portanto há um interesse em produzir materiais de matriz metálica compostas, com metais amorfos contendo partículas ou fibras de metal dúctil cristalino.
Talvez a propriedade mais útil de metais amorfos seja o fato de que eles são realmente vítreos, o que significa que eles amolecem e fluem  com aumento de temperatura.Isso permite o fácil processamento do material, pode ser aquecido e injetado tal como polímeros.Como resultado , ligas amorfas são usadas em equipamentos de esporte, aparatos médicos e invólucro para eletrônicos.

## Aplicações
Tem se mostrado que metais amorfos podem ser padronizados em escalas de comprimento extremamente pequenas, variando de 10 nanômetros para vários milímetros.
Tem-se sugerido que essas propriedades podem resolver problemas de litografia por nanoimpressão, onde caros nano-moldes de silício se quebram com facilidade. Nano-moldes feitos de metais amorfos são fáceis de fabricar e não se quebram com facilidade.Acredita-se que Ti40Cu36Pd14Zr10 é um material não carcinogênico , é aproximadamente 3 vezes mais resistente que titânio e seu módulo de elasticidade é quase igual ao dos ossos É altamente resistente ao desgaste e não produz pós abrasivos.Essa liga não encolhe durante a solidificação.Uma estrutura de superfície pode ser gerada  que pode ser biologicamente anexável a ossos.
Mg60Zn35Ca5, rapidamente resfriada para atingir sua estrutura amorfa, esta sendo investigada como bio-material para implantação em ossos na forma de pratos, parafusos e pinos, para corrigir fraturas. Ao contrário do aço ou Titânio essa liga amorfa se dissolve lentamente no organismo, em uma média de um milímetro por mês, o espaço deixado é substituído por tecido ósseo, essa taxa pode ser alterada variando a quantidade de zinco.